# ديميتري غولوبيف
ديميتري غولوبيف (بالروسية: Голубев, Дмитрий Вадимович)‏ هو لاعب كرة قدم روسي في مركز الدفاع، ولد في 1 مارس 1992 في Totskoye ‏ في روسيا. شارك مع منتخب روسيا تحت 21 سنة لكرة القدم. أما مع النوادي، فقد لعب مع كريليا سوفيتوف سامارا ونادي أكاديمية تولياتي لكرة القدم ونادي موردوفيا سارانسك.

## وصلات خارجية
- ديميتري غولوبيف على موقع قاعدة بيانات كرة القدم.إي يو (الإنجليزية)
- ديميتري غولوبيف على موقع Soccerway.com (الإنجليزية)